# Batalla Espacial de Naboo
La batalla espacial de Naboo, tiene lugar en el universo ficticio Star Wars, y fue la escaramuza que se llevó a cabo en la órbita de Naboo durante la batalla de Naboo y que supuso el final de la lucha en el planeta. 
Los cazas espaciales de Naboo del Escuadrón Bravo lideraron un asalto contra la nave de control de droides de la Federación de Comercio, que coordinaba toda las fuerzas droide en la superficie del planeta. Varias alas de pilotos rodearon la nave, destruyendo la primera oleada de cazas droide, sus escudos, sus rayos tractores y sus estaciones receptoras. 
Cuando la batalla comenzó, el joven Anakin Skywalker, tomó parte accidentalmente en la contienda al refugiarse en la cabina de uno de los cazas espaciales del Palacio Real de Theed. Anakin consiguió derribar gran cantidad de cazas droide antes de aterrizar en el hangar de la nave de la Federación. 
En este punto, un mercenario apareció derribando muchos cazas de Naboo hasta que Rhys Dallows le persiguió hasta el interior de la nave y acabó con él. 
En el hangar, Anakin disparó sin querer un par de torpedos de protones hacia el reactor principal, causando la explosión que partió la nave por la mitad, matando a Daultay Dofine y a toda la tripulación; este hecho produjo la desactivación de todos los droides de combate que ocupaban Naboo, finalizándose así la Invasión droide de Naboo. 
Rhys Dallows pudo librarse de la explosión destruyendo el generador de escudo y escapando por la salida del Hangar 3.
Tras las batallas de Theed, Llanuras Hierbosas y la batalla espacial de Nabbo, Naboo fue liberada y la reina Padmé Amidala fue restituida en el cargo de reina.
- Datos: Q8243913